# Каспрук Віталій Кононович
Віта́лій Ко́нонович Каспру́к (*2 серпня 1948, Ростов-на-Дону) — художник-проектант.
Член Національної спілки художників України з 1985 р.

## Життєпис
Народився 2 серпня 1948 р. у м. Ростов-на-Дону, Росія. 1968 р. закінчив Одеське державне художнє училище ім. М. Б. Грекова, відділення проекту та дизайну середовища.
Педагоги: В. В. Патров, В. Н. Филипенко, М. А. Самбург, О. Н. Волошинов.
Учасник обласних, республіканських, міжнародних виставок з 1975 р. Працює у галузі дизайну малої архітектури, інтер'єру та екстер'єру, а також у техніках станкового живопису та графіки.